# Индия на летних Олимпийских играх 1956
Индия принимала участие в Летних Олимпийских играх 1956 года в Мельбурне (Австралия) в девятый раз за свою историю, и завоевала одну золотую медаль в хоккее на траве.
В 32 соревнованиях по 8 видам спорта приняли участие 59 спортсменов, из них 58 мужчин и 1 женщина.

## Хоккей на траве, мужчины
Золото
| Золото |
| Индия Вратари · Шанкар Лакшман · Ранганатхан Фрэнсис · Защитники · Бакшиш Сингх · Рандхир Сингх Джентл · Балкришан Сингх · Полузащитники · Лесли Клаудиус · Амир Кумар · Говинд Перумал · Амит Сингх Бакши · Харипал Каушик · Нападающие · Рагхбир Сингх Бхола · Удхам Сингх · Балбир Сингх · Гурдев Сингх · Чарльз Стивен · Рагхбир Лал · Хардъял Сингх · Неизвестное амплуа · О. П. Малхотра · |

## Спортивная гимнастика
Притам Сингх, Sham Lal, Anant Ram.

## Лёгкая атлетика
Прыжки в высоту, мужчины
- Ajit Singh Balla

- Квалификационный раунд — 1.96  (14)

200 метров, мужчины
- Милка Сингх

- Предварительный забег — 22.47 (→ не прошёл в следующий раунд)

800 метров, мужчины
- Sohan Singh Dhanoa

- Предварительный забег — 1.52.4(→ не прошёл в следующий раунд)

100 метров, женщины
- Mary Leela Rao

- Предварительный забег — DNF (→ не прошла в следующий раунд)

## Плавание, мужчины
100 м вольным стилем
- Sri Chand Bajaj

- Предварительный заплыв — 1:01.6

200 м баттерфляем
- Shamsher Khan

- Предварительный заплыв — 3:06.3

## Стрельба
Малокалиберная винтовка из трёх положений, 50 м, мужчины
- Harihar Banerjee
- Haricharan Shaw

## Футбол, мужчины
4 место 